# Chibchea tunebo
Chibchea tunebo är en spindelart som beskrevs av Huber 2000. Chibchea tunebo ingår i släktet Chibchea och familjen dallerspindlar.
Artens utbredningsområde är Venezuela. Inga underarter finns listade i Catalogue of Life.